# Минцаев, Мовсар Таирович
Минца́ев Мовса́р Таги́рович (8 апреля 1952 года, Караганда, Карагандинская область, Казахская ССР, СССР) — оперный и эстрадный певец, бас, педагог, Заслуженный артист Чечено-Ингушской АССР, Народный артист Чеченской Республики (2002), Заслуженный артист России (2008), лауреат конкурса эстрадной песни в Сочи (1980), конкурса им. Глинки (1982), конкурса им. Э. Вила-Лобоса в Рио-де-Жанейро (1983), международного конкурса им. Шаляпина (1993).

## Биография
Родился 8 апреля 1952 года в Караганде. Получил образование в консерватории имени П. И. Чайковского. Ещё будучи студентом исполнял партии Роберта в «Иоланте» П. И. Чайковского, Фигаро в «Свадьбе Фигаро» В. А. Моцарта под руководством Г. Н. Рождественского. В 1979 году выиграл Всесоюзный конкурс имени М. И. Глинки и получил высший приз зрительского жюри.
Выступал на эстраде. В годы учёбы познакомился с молодым композитором Али Димаевым. Результатом их сотрудничества стали песни «Черная бурка», «К друзьям». Песни композитора Алексея Мажукова «Именем любви», «Сумерки зеленые» впервые прозвучали в исполнении Минцаева. В 1980 году он стал лауреатом II премии Всесоюзного конкурса эстрадной песни «Сочи-80», а также лауреатом премии Ленинского комсомола за достигнутые творческие успехи.
В 1982 году, после окончания консерватории, был приглашен в Государственный академический Большой театр СССР солистом. В 1983 году на Международном конкурсе певцов имени Э. Вила-Лобоса в Рио-де-Жанейро завоевал золотую медаль. В 1993 году завоевал диплом лауреата I премии международного конкурса имени Фёдора Шаляпина. Посетил с гастролями многие страны, в том числе Англию, Америку, Японию, Австрию, Бельгию, Польшу, Германию, Венгрию, Южную Корею, Швейцарию.
По отзывам публики и критиков пение Минцаева отмечено легкостью звукоизвлечения, связностью легато, силой звука, непринужденным произношением текста вокальной партии.

## Репертуар
Диапазон настолько широк, что артист поет как партии баса, так и баритоновые. Певец в совершенстве владеет итальянской оперной техникой пения бельканто, что позволяет ему, помимо низких басовых нот, брать ноты верхнего тенорового регистра без использования фальцета.
В его репертуар входят такие партии, как:
- М. П. Мусоргский, «Борис Годунов» (Борис Годунов);
- М. И. Глинка, «Жизнь за царя» (Иван Сусанин);
- Дж. Верди, «Дон Карлос» (Король Филипп II);
- Н. А. Римский-Корсаков, «Царская невеста» (Собакин);
- Дж. Верди, «Аида» (Фараон);
- Н. А. Римский-Корсаков, «Псковитянка» (Иван Грозный);
- П. И. Чайковский, «Иоланта» (Король Рене, Роберт);
- В. А. Моцарт, «Свадьба Фигаро» (Фигаро);
- С. В. Рахманинов, «Алеко» (Алеко);
- М. П. Мусоргский, «Хованщина» (Досифей);
- С. С. Прокофьев, «Война и мир» (Кутузов);
- Н. А. Римский-Корсаков, «Сказание о невидимом граде Китеже и деве Февронии» (Бедяй);
- С. С. Прокофьев, «Любовь к трём апельсинам» (Маг Челий);
- Г. Доницетти, «Мария Стюарт» (Тальбот);
- Дж. Верди, «Травиата» (Маркиз д’Обиньи);
- Дж. Верди, «Трубадур» (Феррандо)
- и другие.

## В настоящее время
Долгое время работал преподавателем в Московской консерватории им. П. И. Чайковского и в АМК при Московской консерватории. В настоящее время ведет концертную деятельность, записывает русские романсы, чеченские народные песни, а также эстрадные песни русских и чеченских композиторов. Своим основным профессиональным и педагогическим принципом певец называет приверженность старой итальянской школе пения, сохранение вокальной техники бельканто, давшей миру таких легендарных певцов и педагогов, как Марио Дель Монако, Рената Тебальди, Лучано Паваротти и многих других.

## Награды и премии
- Заслуженный артист Чечено-Ингушской АССР
- Профессор Чеченского государственного педагогического института
- 1980 — Лауреат II премии Всесоюзного конкурса эстрадной песни «Сочи-80»
- 1982 — Лауреат Всесоюзного конкурса имени М. И. Глинки (Приз за лучшее исполнение народной песни, и высший приз зрительского жюри)
- 1983 — Золотая медаль на Международном конкурсе певцов имени Э. Вила-Лобоса в Рио-де-Жанейро
- 1993 — Лауреат I премии Международного конкурса вокалистов имени Шаляпина
- 2002 — Народный артист Чеченской Республики[1]
- 2007 — Золотая медаль "Дружба народов - единство России" (за большой вклад в сохранение самобытности и единства народов РФ)
- 2008 — Заслуженный артист Российской Федерации

## Основные даты жизни
- 1980—1982 годы — солист Москонцерта;
- 1982 — окончил Московскую консерваторию. Стажировался в Лондоне;
- 1983—1990 годы — солист Большого театра;
- 1992—1994 годы — солист «Новой оперы»;
- 1995—2001 годы — солист Большого театра;
- С 2002 года — солист Москонцерта;
- С 2004 года — педагог Академического музыкального колледжа при Московской консерватории;
- С 2011 года — педагог Московской государственной консерватории им. П. И. Чайковского;
- С 2016 года — профессор Чеченского государственного педагогического университета.

## Дискография
- 1987 — Нохчий чоь. Чеченские эстрадные песни;
- 1995 — Годы летят. Российские эстрадные песни;
- 2001 — Тхан юьртахь тийна дар (В нашем селе было тихо);
- 2002 — Вечерний звон. Русские народные песни и романсы;